# Bão Washi
Bão nhiệt đới Washi (chỉ định quốc tế: 1.121, chỉ định JTWC: 27W, tên PAGASA: Sendong) là một cơn bão nhiệt đới hoạt động gần Philippines. Washi, có nghĩa là "đại bàng" trong tiếng Nhật, đã đổ bộ vào đất liền hơn Mindanao vào ngày 16 tháng 12. Sau khi vượt qua Mindanao, washi suy yếu một chút và lấy lại sức mạnh ở Biển Sulu vào ngày 17 tháng 12 năm 2011 và đổ bổ qua đảo Palawan ngày 17/12/2011.
Mức độ đầy đủ các thiệt hại gây ra bởi Washi vẫn chưa được xác định. Washi đã khiến 1236 người chết và 1079 người mất tích.

## Quá trình hình thành
Ngày 12 tháng 12, Trung tâm Cảnh báo bão báo cáo rằng một nhiễu loạn nhiệt đới đã phát triển khoảng 945 km (585 dặm) về phía đông nam của Guam. Trong ngày hôm đó, nhiễu loạn nhanh chóng phát triển hơn nữa trước khi JMA và JTWC báo cáo đầu ngày tiếp theo mà các nhiễu loạn đã được phát triển thành một áp thấp nhiệt đới. Trong 24 giờ tới, áp thấp vẫn tiếp tục tăng cường trước khi JTWC báo cáo trong ngày 14 tháng 12, áp thấp đã tăng cường thành một cơn bão nhiệt đới.